# Jérémy Livolant
Jérémy Livolant, Né le 9 janvier 1998 à Morlaix en France, est un footballeur français qui joue au poste d'attaquant ou d'ailier droit.

## Biographie

### EA Guingamp
Né le 9 janvier 1998 à Morlaix en France, Jérémy Livolant est formé par l'EA Guingamp. Il joue son premier match en professionnel peu avant ses 18 ans, le 6 décembre 2015, à l'occasion d'une rencontre de Ligue 1 lors de la saison 2015-2016, face au Girondins de Bordeaux. Il entre en jeu à la place de Nicolas Benezet, lors de cette rencontre perdue par les siens sur le score de un but à zéro.

### Prêts successifs
Afin qu'il s'aguerrisse, Jérémy Livolant est prêté lors du mercato estival 2017, pour une saison à l'US Boulogne, qui évolue alors en National.
Lors de l'été 2018, il est ensuite prêté au LB Châteauroux pour la saison 2018-2019 de Ligue 2.
Le 10 juillet 2019 il est à nouveau prêté à un club de Ligue 2, le FC Sochaux-Montbéliard. Il joue son premier match lors de la première journée de championnat, face au SM Caen le 26 juillet 2019. Lors de sa deuxième apparition le 2 août suivant, face au Paris FC lors de la deuxième journée de championnat, il délivre une passe décisive pour Fabien Ourega, permettant à son équipe d'obtenir le point du match nul au stade Charléty. Il inscrit son premier but pour Sochaux face aux Chamois niortais le 2 novembre 2019 en championnat, contribuant à la victoire de son équipe (0-2).

### Retour à Guingamp
Livolant est de retour à Guingamp pour la saison 2020-2021, le club venant d'être relégué en deuxième division. Il inscrit son premier but pour son club formateur le 19 octobre 2020 face à l'AJ Auxerre, en championnat. Son équipe s'impose par deux buts à zéro ce jour-là.
Pour la saison 2022-2023 de la Ligue 2 il devient le nouveau capitaine de l'EA Guingamp. Le 6 août 2022, lors de la deuxième journée de championnat, il se fait remarquer en marquant un but spectaculaire d'une reprise de volée de quarante mètres, contre le Stade lavallois. Il contribue ainsi à la victoire de son équipe par deux buts à un. Jérémy Livolant remporte le trophée UNFP du joueur du mois de septembre à la suite d'un vote du public.

### Girondins de Bordeaux
Le 27 juillet 2023, il signe un contrat de trois ans avec les Girondins de Bordeaux.
Le 29 juillet 2023, Livolant fait ses débuts avec les Girondins de Bordeaux lors d'un match amical face à Angers SCO (égalité 1-1).
Il marque son premier but pour Bordeaux le 4 novembre 2023, lors d'une rencontre de Ligue 2 face au SC Bastia. Il ne peut toutefois pas empêcher la défaite de son équipe par trois buts à un.

### Casa Pia
Le 18 septembre 2024, Jérémy Livolant prend la direction du Portugal en signant en faveur du Casa Pia AC pour un contrat courant jusqu'en juin 2027.

### En sélection
En avril 2016, il fait partie d'une liste de 58 joueurs sélectionnables en équipe de Bretagne, dévoilée par Raymond Domenech qui en est le nouveau sélectionneur.
En 2016, il se voit appelé en équipe de France des moins de 19 ans. Le 22 février 2017, il se met en évidence en délivrant une passe décisive, lors d'une rencontre amicale face à l'Italie.